# Anatrichobius passosi
Anatrichobius passosi är en tvåvingeart som beskrevs av Graciolli 2003. Anatrichobius passosi ingår i släktet Anatrichobius och familjen lusflugor. Inga underarter finns listade i Catalogue of Life.